# Rhinotropis subspinosa
Rhinotropis subspinosa är en jungfrulinsväxtart som först beskrevs av Sereno Watson, och fick sitt nu gällande namn av J.R.Abbott. Rhinotropis subspinosa ingår i släktet Rhinotropis och familjen jungfrulinsväxter. Inga underarter finns listade i Catalogue of Life.